# Laver Cup 2022
La Laver Cup 2022 fue la quinta edición de la Laver Cup, un torneo por equipos de tenis masculino. Se llevó a cabo en cancha dura bajo techo en el centro de convenciones The O2 Arena en Londres, Reino Unido del viernes 23 al domingo 25 de septiembre.
Congrega a seis raquetas de cada equipo, Europa y Resto del Mundo y dos reservas más a elección del capitán. Este torneo marcó el retiro del 20 veces campeón de torneos de Grand Slam y uno de los jugadores más grande de la historia del tenis, Roger Federer.

## Participantes
| Rk.                 | Europa                                                                               | Rk.                   | Resto del mundo                                                                              |
| Capitán: Björn Borg | Capitán: Björn Borg                                                                  | Capitán: John McEnroe | Capitán: John McEnroe                                                                        |
| 2 3 6 7 43 -        | Casper Ruud Rafael Nadal Stefanos Tsitsipas Novak Djokovic Andy Murray Roger Federer | 12 13 17 19 22 128    | Taylor Fritz Félix Auger-Aliassime Diego Schwartzman Frances Tiafoe Álex de Miñaur Jack Sock |
| Rk.                 | Suplente                                                                             | Rk.                   | Suplente                                                                                     |
| 8                   | Cameron Norrie                                                                       | 29                    | Tommy Paul                                                                                   |
| 15                  | Matteo Berrettini                                                                    | 29                    | Tommy Paul                                                                                   |

## Partidos
Cada partido dará puntos. Un punto en el día 1, dos puntos en el día 2 y tres puntos en el día 3.
| Día | Fecha            | Tipo de partido | Europa                           | Resultado               | Resto del mundo                 | Puntos por equipos | Resultado después del partido |
| 1   | 23 de septiembre | Individual      | Casper Ruud                      | 6-4, 5-7, [10-7]        | Jack Sock                       | 1                  | 1-0                           |
| 1   | 23 de septiembre | Individual      | Stefanos Tsitsipas               | 6-2, 6-1                | Diego Schwartzman               | 1                  | 2-0                           |
| 1   | 23 de septiembre | Individual      | Andy Murray                      | 7-5, 3-6, [7-10]        | Álex de Miñaur                  | 1                  | 2-1                           |
| 1   | 23 de septiembre | Dobles          | Roger Federer Rafael Nadal       | 6-4, 6-7(2-7), [9-11]   | Jack Sock Frances Tiafoe        | 1                  | 2-2                           |
| 2   | 24 de septiembre | Individual      | Matteo Berrettini                | 7-6(13-11), 4-6, [10-7] | Félix Auger-Aliassime           | 2                  | 4-2                           |
| 2   | 24 de septiembre | Individual      | Cameron Norrie                   | 1-6, 6-4, [8-10]        | Taylor Fritz                    | 2                  | 4-4                           |
| 2   | 24 de septiembre | Individual      | Novak Djokovic                   | 6-1, 6-3                | Frances Tiafoe                  | 2                  | 6-4                           |
| 2   | 24 de septiembre | Dobles          | Matteo Berrettini Novak Djokovic | 7-5, 6-2                | Álex de Miñaur Jack Sock        | 2                  | 8-4                           |
| 3   | 25 de septiembre | Dobles          | Matteo Berrettini Andy Murray    | 6-2, 3-6, [8-10]        | Félix Auger-Aliassime Jack Sock | 3                  | 8-7                           |
| 3   | 25 de septiembre | Individual      | Novak Djokovic                   | 3-6, 6-7(3-7)           | Félix Auger-Aliassime           | 3                  | 8-10                          |
| 3   | 25 de septiembre | Individual      | Stefanos Tsitsipas               | 6-1, 6-7(11-13), [8-10] | Frances Tiafoe                  | 3                  | 8-13                          |
| 3   | 25 de septiembre | Individual      | Casper Ruud                      | No disputado            | Taylor Fritz                    | 3                  | 8-13                          |

|                 |
| Campeones       |
| Resto del Mundo |
| Primer título   |